# Legendary Stardust Cowboy
Legendary Stardust Cowboy, pseudonimo di Norman Carl Odam (Lubbock, 5 settembre 1947), è un cantautore, polistrumentista e compositore statunitense.
È considerato uno dei pionieri del genere musicale conosciuto con il nome di psychobilly negli anni sessanta. Anche se viene spesso definito un artista demenziale, lui stesso si autodefinisce un performer serio.
David Bowie ha rivelato di aver tratto ispirazione proprio dal nome d'arte di Odam per quello del suo alter ego più celebre Ziggy Stardust: «Suonava la chitarra e aveva un trombettista con una gamba sola... Assemblavano la loro musica senza la consapevolezza che ci dovrebbero essere regole da seguire. E così andavano in direzioni che non verrebbero in mente neanche ad un musicista semi-qualificato ... è da lui che ho preso il nome Stardust». Lo stesso Odom ha poi dichiarato: «Di certo sarebbe bello se David Bowie mi avesse pagato qualche cosa per l'utilizzo di una parte del mio nome in Ziggie [sic] Stardust». Nel 2002 Bowie ha provato a sdebitarsi scegliendo Legendary Stardust Cowboy per suonare al Meltdown Festival e nello stesso anno ha inserito una cover di un suo brano del 1968, I Took a Trip (On a Gemini Spaceship) nel suo album Heathen. «Quando ho letto sul suo sito che pensava che, dato che avevo preso in prestito il suo nome, almeno avrei dovuto cantare una delle sue canzoni, mi sono sentito in colpa e ho voluto fare ammenda immediatamente. Così ho rifatto una delle sue migliori canzoni».

## Biografia

### Inizi
Odam era affascinato dai viaggi nello spazio sin da bambino, ricordando in proposito che già all'asilo "era solito osservare la luna e dire a se stesso che un giorno l'uomo ci sarebbe andato". Da adolescente egli combinò questi suoi interessi "spaziali" con il vecchio west americano per crearsi il nome d'arte "Stardust Cowboy" aggiungendo la parola "legendary" ("leggendario") autodefinendosi "una leggenda dei propri tempi". Il fatto che le iniziali del nome "Legendary Star Dust" ("LSD"), fossero un riferimento alla popolare droga psichedelica fu un'assoluta coincidenza; Odam asserì di aver iniziato ad adottare lo pseudonimo già nel 1961, prima della diffusione di massa della sostanza stupefacente in questione.
Odam iniziò ad interessarsi alla musica alle scuole superiori principalmente per far colpo sulle ragazze e acquisire popolarità. Ispirandosi a Chet Atkins prese a suonare la chitarra e il bugle. Dopo la scuola superiore iniziò a frequentare per breve tempo il college, iscrivendosi alla facoltà di elettronica.

### Paralyzed
Mentre era al college Odam ebbe l'idea di "scrivere una canzone selvaggia capace di piacere a tutti." Ciò portò alla composizione del brano Paralyzed, che presentò in diversi talent show locali. Odam incise Paralyzed nel 1968 in uno studio di registrazione a Fort Worth, in Texas. Nel pezzo egli suonò il dobro e il bugle, mentre T-Bone Burnett si occupò delle percussioni. La traccia contiene indecifrabili mugolii, grida, e vocalismi simili, supportati dal suono frenetico della chitarra acustica, e dall'accompagnamento ugualmente selvaggio da parte di Burnett alle batteria. Le esatte parole del testo della canzone variano da esibizione ad esibizione, e spesso risultano incomprensibili. Il titolo del brano (in italiano "paralizzato"), unito allo stile di canto utilizzato da Odam, sembrerebbe far riferimento alla condizione di una persona colpita da paresi facciale (come dopo un colpo apoplettico) con conseguente perdita della parola.
Cinquecento copie del singolo furono inizialmente stampate e pubblicate dall'etichetta personale di Odam, la piccola "Psycho-Suave" di sua proprietà. La canzone riscosse un certo successo a livello regionale e finì per essere acquistata da una major, la Mercury Records, che si occupò di distribuirla a livello nazionale, riuscendo anche ad entrare nella Billboard Top 200. La popolarità della canzone portò "The Ledge" (come è affettuosamente soprannominato dai suoi fan) a partecipare allo show comico della NBC Rowan and Martin's Laugh-in nel quale apparve vestito nel suo caratteristico e bizzarro stile da "cowboy dello spazio". Eseguì Paralyzed e la B-side del singolo, Who's Knocking On My Door. Durante la fine della canzone il cast della trasmissione iniziò a prenderlo in giro esibendosi in varie buffonerie alle sue spalle mentre egli cantava. The Ledge, offeso, se ne andò dalla trasmissione furente per l'offesa subita.

### Carriera successiva
Dopo lo spiacevole incidente, Odam venne invitato a partecipare ad altri programmi ma questi furono cancellati a causa di uno sciopero indetto dal sindacato dei musicisti che proibì le esibizioni live in televisione. Quando lo sciopero finì, i 15 minuti di celebrità di Legendary Stardust Cowboy erano ormai passati. Lo storico Rob Weiner della Texas Tech University considera la carriera musicale di Odam "un prodotto della disperazione" risultato del fatto che "non ci sia niente da fare a Lubbock". Nel frattempo Paralyzed venne inserita alternativamente in diverse classifiche riservate alle peggiori o migliori canzoni mai incise.
Odam ha continuato ad incidere in maniera intermittente dopo il successo di Paralyzed e pubblicò svariati album e singoli. Il suo brano più celebre divenne I Took a Trip on a Gemini Spaceship, quando il pezzo venne reinterpretato da David Bowie nell'album Heathen. Odam ricambiò la cortesia registrando una cover di Space Oddity.
Un documentario sulla carriera di Odam, intitolato Cotton Pickin' Smash! The Story of the Legendary Stardust Cowboy, venne prodotto alla fine degli anni ottanta, ma non fu mai distribuito nel circuito commerciale.
Attualmente Odam risiede a San Jose, California, e si esibisce ancora abitualmente. Dalla fine degli anni novanta, Odam suona con una backing band chiamata The Altamont Boys, che include il bassista Klaus Flouride  (dei Dead Kennedys), il chitarrista Jay Rosen, e il batterista Joey Meyers. Nel maggio 2007, The Ledge ha suonato al David Bowie High-Line festival di New York su invito dello stesso Bowie.
A fine 2011, The Legendary Stardust Cowboy ha pubblicato un'antologia sulla sua carriera, un doppio CD su etichetta inglese Cherry Red Records intitolato For Sarah, Raquel, and David: An Anthology. I nomi presenti nel titolo si riferiscono a Sarah Ferguson, Duchessa di York, Raquel Welch, attrice, e al musicista rock David Bowie, tutti suoi ammiratori di vecchia data.

## Discografia

### Singoli
- 1968: Paralyzed/Who's Knocking on My Door, Psycho-Suave; Mercury
- 1968: I Took a Trip (On a Gemini Spaceship)/Down in the Wrecking Yard, Mercury
- 1968: Kiss and Run/Everything's Gettin' Bigger But Our Love, Mercury
- 1989: Standing in a Trashcan/My Underwear Froze to the Clothesline, Spider
- 1991: Relaxation/I Ride a Tractor, Norton
- 1992: I Hate CDs/Linda, Norton

### EP
- 1969: Donna Plus Apollo, Crazed Bop Records

### Album
- Rock-It to Stardom (1984), Luna/Amazing
- Retro Rocket Back to Earth (1986), Spider/New Rose
- The Legendary Stardust Cowboy Rides Again (1989), New Rose
- Retro Rocket Back to Earth / Rides Again (1991, due album su unico CD) New Rose
- Live in Chicago (1998), Pravda
- For Sarah, Raquel, and David, An Anthology (2011), (2-CD) Cherry Red Records